# Hydnopolyporus fimbriatus
Hydnopolyporus fimbriatus är en svampart som först beskrevs av Elias Fries, och fick sitt nu gällande namn av D.A. Reid 1962. Hydnopolyporus fimbriatus ingår i släktet Hydnopolyporus och familjen Meripilaceae.   Inga underarter finns listade i Catalogue of Life.